# La Touraine
Die La Touraine war ein 1891 in Dienst gestellter Transatlantik-Passagierdampfer der französischen Reederei Compagnie Générale Transatlantique (CGT). Sie wurde 1922 nach 31 Dienstjahren außer Dienst gestellt und im darauf folgenden Jahr abgewrackt. Die La Touraine war eines der populärsten französischen Passagierschiffe der Jahrhundertwende.

## Hintergrund
Seit 1861 gehörte die halbstaatliche französische Reederei Compagnie Générale Transatlantique (CGT) zu den Gesellschaften, die einen regelmäßigen Post- und Passagierdienst auf dem Nordatlantik anboten. Mit der britischen City of New York bzw. City of Paris und den vier Luxuslinern der deutschen „Augusta Victoria-Klasse“ hatte 1888/89 die bahnbrechende Ära der Zweischraubendampfer auf dem Atlantik begonnen. Dies ließ die Einschraubenschiffe der CGT quasi über Nacht veraltet erscheinen. Obwohl viel Geld in die noch recht junge Flotte der „La Champagne-Klasse“ geflossen war, musste die CGT mit einem eigenen Doppelschraubendampfer reagieren, und sei es aus nationalen Prestigegründen. Denn tatsächlichen Bedarf für ein derartiges Schiff gab es in Frankreich eigentlich nicht. Das Resultat war 1891 die La Touraine, ein hochmodernes schwimmendes Stück Frankreich auf dem Ozean. In seinem äußeren Erscheinungsbild sah es White Stars Teutonic und Majestic zum Verwechseln ähnlich, nur die kompakten, nach vorne abgeschrägten Schornsteine symbolisierten nachhaltig Eigenständigkeit und wurden zum Markenzeichen des neuen Atlantikdampfers. Und ebenso innovativ wie auf den beiden White-Star-Linern, war das Hauptrestaurant mittig, im Bereich zwischen den zwei Schornsteinen platziert, wo die Bewegungen des Schiffes auf hoher See magenfreundlich weit weniger zu spüren waren, als bei der sonst vorherrschenden Anordnung im vorderen Drittel eines Atlantik-Liners.
Trotz der Limitierungen des Le Havrer Hafens, welche die „La Touraine“ bis zum Maximum ausreizte, zählte sie zu den größten und schnellsten Schiffen ihrer Zeit. Das Dampfschiff wurde auf der Werft Chantiers de Penhoët, Tochter der Compagnie Générale Transatlantique, in Saint-Nazaire gebaut und lief am 21. März 1890 vom Stapel. Mit einer Tonnage von 8893 Bruttoregistertonnen (BRT) war sie das bis dahin größte Schiff der CGT. Erst rund zehn Jahre später wurden mit den Schwesterschiffen La Lorraine und La Savoie (beide 11.168 BRT) größere Ozeandampfer in Dienst gestellt.

## Das Schiff

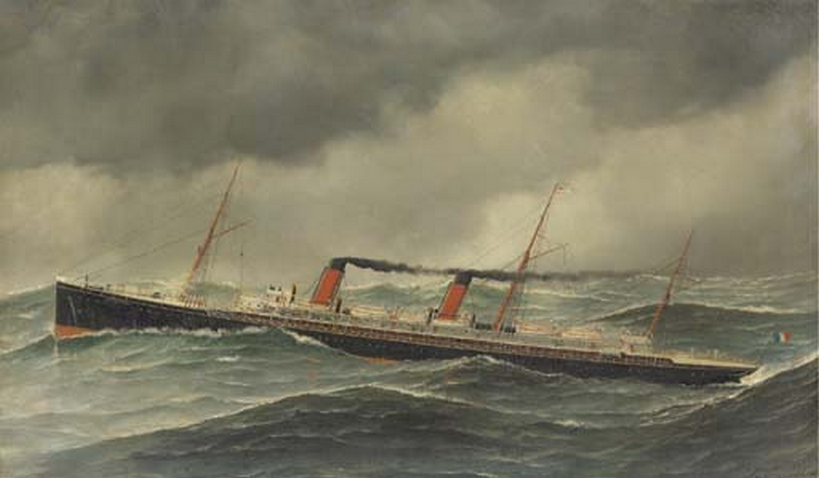
Gemälde von Antonio Jacobsen (1894).

Das 163,65 Meter lange und 17,07 Meter breite Schiff hatte zwei Schornsteine und ursprünglich drei Masten. Es wurde von zwei dreizylindrigen Dreifachexpansions-Dampfmaschinen angetrieben, die auf zwei Propeller wirkten und eine Reisegeschwindigkeit von 19 Knoten ermöglichten. Der verhältnismäßig große und schnelle Dampfer wurde für den nordatlantischen Passagier- und Postverkehr von Le Havre nach New York gebaut und war dabei für die Unterbringung von 392 Passagieren in der Ersten Klasse, 98 in der Zweiten Klasse und 600 in der Dritten Klasse ausgelegt.
Die Inneneinrichtung war exquisit und entsprach mit Musik-, Schreib- und Rauchsalon den höchsten Ansprüchen der Ära. Ebenso das Restaurant mit einem offenen Kamin, an dem "Haute Cuisine" in all ihrer Vielfalt und Exzellenz zelebriert wurde. Was die La Touraine jedoch von allen anderen Schiffen abhob, nannte sich „Escalier Grande“- das große Treppenhaus. Dieser Eingangsbereich des Luxusliners suchte seinesgleichen. In Frankreich hatte man ein Gespür für den grandiosen, dramatischen Auftritt, selbst wenn auf dem Dampfer die anderen Räumlichkeiten dafür ein wenig zurücktreten mussten. Eine Doppeltreppe, Kuppelüberspannt, Mahagoni- und Satinholzgetäfelt, mit Balkonen, Laternen, Gemälden sowie Spiegeln und Goldintarsien machte das Entrée in die La Touraine absolut überwältigend, zumindest für die Passagiere der I. Klasse.
Am 20. Juni 1891 startete die La Touraine zu ihrer Jungfernfahrt nach New York. Im Juli 1892 schaffte sie eine Überfahrt in sechs Tagen, 17 Stunden und 30 Minuten und erreichte dabei kurzzeitig eine Höchstgeschwindigkeit von 21,2 Knoten auf der sogenannten "measured mile". Die normale Dienstgeschwindigkeit lag jedoch bei ca. 19 Knoten. Damit zählte die La Touraine zwar zu den schnellsten Schiffen ihrer Zeit, war aber von den aktuellen Rekorden der City of Paris bzw. City of New York weit entfernt, die Schnittgeschwindigkeiten von über 20 kn auf dem Atlantik laufen konnten. So war die La Touraine entgegen anders lautender Behauptungen auch nie Trägerin des "Blauen Bandes" oder eines anderen Geschwindigkeitsrekordes auf dem Atlantik. Relativ kurz nach ihrer Indienststellung wurde die "La Touraine" substantiell umgebaut, was ihr (und nicht erst beim Werftaufenthalt 1901) unter anderem die Entfernung des mittleren Mastes einbrachte. So ist das Schiff in einer Werbebroschüre aus dem Jahr 1895 bereits nur noch mit zwei Masten zu sehen. Am 10. September 1894 kollidierte die "La Touraine" bei dichtem Nebel und hoher Geschwindigkeit mit dem Schiff "Sully". Ob die daraus resultierenden Schäden der Grund für den Umbau, einschließlich der Reduzierung auf zwei Masten waren, lässt sich nicht eindeutig belegen, ist aber aufgrund der zeitlichen Nähe eine plausible Wahrscheinlichkeit. Zwischen dem 23. November 1901 und dem 17. Januar 1902 wurde sie in Saint-Nazaire einer Renovierung unterzogen, in deren Rahmen ein Schlingerkiel eingebaut und die Maschinen überholt wurden. Die Passagierkapazität der Dritten Klasse wurde auf 1000 Passagiere erhöht. Durch die Umbauten verringerte sich der Rauminhalt auf 8429 BRT. Am 21. Januar 1903 kam es am Anlegeplatz in Le Havre zu einem Brand an Bord. Die Haupttreppe, der Speisesaal und die Luxuskabinen wurden zerstört und mussten komplett erneuert werden, bevor das Schiff wieder nach New York auslaufen konnte.
1910 wurden erneute Umbauten durchgeführt, sodass die Kabinen der La Touraine fortan 69 Passagiere der Ersten, 263 der Zweiten und 686 der Dritten Klasse beherbergen konnten. Die La Touraine war eines der zahlreichen Schiffe, die die Titanic auf deren Jungfernreise im April 1912 vor Eisbergen warnte. Zwischen Mai 1913 und Juni 1914 führte sie fünf Rundfahrten auf der Route Le Havre–Québec–Montreal durch und beförderte dabei nur Reisende der Zweiten und Dritten Klasse. Auf einer dieser Überfahrten kam die La Touraine im Oktober 1913 dem britischen Passagierdampfer Volturno zu Hilfe, der brennend und steuerlos auf dem Atlantik trieb. Die La Touraine nahm 40 Menschen auf und kollidierte während der Rettungsaktion beinahe mit der wesentlich größeren Kroonland der Red Star Line, die neben anderen Schiffen ebenfalls zum Unglücksort gekommen war.
Erst am 13. März 1915 lief sie wieder zu einer Fahrt auf der ursprünglichen Route Le Havre–New York aus. Nur einen Monat später, am 13. April 1915, wurde sie auf die Route Bordeaux–New York verlegt. Im September 1915 nahm die La Touraine erneut Schiffbrüchige eines in Flammen stehenden Passagierschiffs auf, dieses Mal von dem griechischen Dampfer Athinai. Ab dem 9. Februar 1919 pendelte die La Touraine wieder zwischen Le Havre und New York und am 26. September 1922 lief sie nach über 30 Dienstjahren zu ihrer letzten Atlantiküberquerung auf dieser Strecke aus. Unmittelbar danach wurde der Dampfer verkauft, um unter dem Namen Maritime im schwedischen Göteborg als Hotelschiff zu ankern. Von dort führte der allerletzte Weg der ehemaligen La Touraine nach Dünkirchen, wo sie im Oktober 1923 abgebrochen und verschrottet wurde.